# Tour della nazionale maschile di rugby a 15 della Francia 2014
A giugno 2014 la Nazionale francese di rugby intraprese un tour in Australia che prevedeva tre test match contro gli Wallabies il 7, 14 e 21 giugno rispettivamente a Brisbane, Melbourne e Sydney.
La serie si risolse in una sconfitta francese per 0-3, con due incontri, il primo e l'ultimo, senza praticamente storia agonistica visto il punteggio largo, e il secondo deciso con uno degli score più magri del rugby internazionale recente, 6-0 per gli australiani.
A Brisbane, dopo un iniziale botta e risposta (piazzato di Foley e drop di Michalak dopo un minuto), gli Wallabies dilagarono e in venti minuti realizzarono 4 mete con Folau, Ashley-Cooper, Hooper e Toomua, chiudendo la prima frazione in vantaggio per 29-9; nella seconda metà la squadra di casa giunse fino al 50-9 prima che negli ultimi 8' di gara, a punteggio ormai compromesso, la Francia riuscisse a realizzare con Morgan Parra e una meta tecnica, entrambe trasformate.
Nel secondo test match di Melbourne la Francia scese in campo con maggior determinazione, tanto da imporre all'Australia il suo primo 0-0 all'intervallo da cinquantadue anni a quella parte; alla ripresa del gioco il punteggio rimase bloccato fino al 53' quando una punizione di Bernard Foley diede il 3-0 alla squadra di casa; dodici minuti più tardi un altro piazzato, di Nic White, portò il punteggio sul 6-0, che tale rimase fino alla fine, uno dei più magri del rugby internazionale.
Infine, una settimana più tardi a Sydney, nella giornata in cui Thierry Dusautoir disputava il suo quarantatreesimo incontro da capitano (record nazionale), la Francia andò incontro a un'altra sconfitta inappellabile: già sotto di 20-6 all'intervallo, subì altre tre mete nella ripresa e solo Guilhem Guirado a un quarto d'ora dalla fine riuscì a ridurre il passivo che alla fine della gara fu di 26 punti, 13-39; il tour si chiuse con tre sconfitte e dodici mete subìte a fronte di tre, una delle quali tecnica, realizzate.

## Risultati
| Arbitro: | Craig Joubert |

|                                                                                        |      |                        |
| 18' Folau, 23' Ashley-Cooper 32' Hooper, 38' Toomua, 55' Cummins 67' Beale, 70' McCabe | mt   | 72' Parra, 80' tecnica |
| 20', 32', 39', 57', 68' e 71' Foley                                                    | tr   | 72' e 80' Michalak     |
| 3' Foley                                                                               | c.p. | 26' e 36' Michalak     |
|                                                                                        | drop | 4' Michalak            |

| Arbitro: | Wayne Barnes |

|                      |      |  |
| 53' Foley, 65' White | c.p. |  |

| Arbitro: | Chris Pollock |

|                                                    |      |                          |
| 7' Skelton, 26' e 41' Folau 60' Hooper, 73' Phipps | mt   | 65' Guirado              |
| 8', 27', 42' e 61' Foley                           | tr   | 66' Machenaud            |
| 2' e 17' Foley                                     | c.p. | 15' Dulin, 34' Machenaud |